# Doliće (Sjenica)
Pour les articles homonymes, voir Doliće.
Doliće (en serbe cyrillique : Долиће) est un village de Serbie situé dans la municipalité de Sjenica, district de Zlatibor. Au recensement de 2011, il comptait 291 habitants.

## Démographie
| 1948 | 1953 | 1961 | 1971 | 1981 | 1991 | 2002 | 2011 |
| ---- | ---- | ---- | ---- | ---- | ---- | ---- | ---- |
| 670  | 754  | 848  | 784  | 722  | 557  | 322  | 291  |

|  |